# Pływanie synchroniczne na Mistrzostwach Świata w Pływaniu 2015 – zespół dowolnie
Zespół dowolnie – jedna z konkurencji rozgrywanych w ramach pływania synchronicznego, podczas mistrzostw świata w pływaniu w 2015. Eliminacje odbyły się 28 lipca, a finał został rozegrany 31 lipca.
Do eliminacji zgłoszone zostały 22 reprezentacje, z których każda mogła wystawić do rywalizacji osiem zawodniczek. Dwanaście zespołów z najlepszą notą awansowało do finałowej rywalizacji.
Do zmagań w tej konkurencji zostały zgłoszone również reprezentantki Indonezji, jednak nie wystartowały one w eliminacjach, tym samym w fazie eliminacji brało udział 21 państw.
Zawody w tej konkurencji wygrały reprezentantki Rosji w składzie: Włada Czigiriowa, Swietłana Kolesniczenko, Liliia Nizamowa, Aleksandra Packiewicz, Jelena Prokofjewa, Ałła Szyszkina, Marija Szuroczkina, Anżelika Timanina, Gelena Topilina, Darina Walitowa. Drugą pozycję zajęły zawodniczki z Chin: Gu Xiao, Guo Li, Huang Xuechen, Li Xiaolu, Liang Xinping, Sun Wenyan, Tang Mengni, Xiao Yanning, Yin Chengxin, Zeng Zhen. Trzecią pozycję zajęły zaś reprezentujące Japonię Aika Hakoyama, Aiko Hayashi, Yukiko Inui, Kei Marumo, Risako Mitsui, Kanami Nakamaki, Mai Nakamura, Kano Omata, Asuka Tasaki, Kurumi Yoshida.

## Wyniki
| Miejsce | Państwo           | Eliminacje | Eliminacje | Finał   | Finał   |
| Miejsce | Państwo           | Wynik      | Miejsce    | Wynik   | Miejsce |
| ------- | ----------------- | ---------- | ---------- | ------- | ------- |
| 01 !    | Rosja             | 97,6333    | 1.         | 98,4667 | 1.      |
| 02 !    | Chiny             | 95,5000    | 2.         | 96,1333 | 2.      |
| 03 !    | Japonia           | 93,7000    | 3.         | 93,9000 | 3.      |
| 4.      | Ukraina           | 92,7333    | 4.         | 93,7000 | 4.      |
| 5.      | Hiszpania         | 91,9000    | 5.         | 92,4667 | 5.      |
| 6.      | Włochy            | 90,7667    | 6.         | 91,4667 | 6.      |
| 7.      | Kanada            | 89,8000    | 7.         | 90,0000 | 7.      |
| 8.      | Meksyk            | 87,5000    | 8.         | 87,6333 | 8.      |
| 9.      | Francja           | 86,5667    | 9.         | 87,3333 | 9.      |
| 10.     | Grecja            | 85,5667    | 10.        | 85,8333 | 10.     |
| 11.     | Brazylia          | 85,3333    | 11.        | 85,2667 | 11.     |
| 12.     | Stany Zjednoczone | 84,6333    | 12.        | 84,5667 | 12.     |
| 13.     | Białoruś          | 81,6000    | 13.        | NQ      | NQ      |
| 14.     | Szwajcaria        | 79,6667    | 14.        | NQ      | NQ      |
| 15.     | Egipt             | 77,7000    | 15.        | NQ      | NQ      |
| 16.     | Australia         | 75,1000    | 16.        | NQ      | NQ      |
| 17.     | Nowa Zelandia     | 72,5667    | 17.        | NQ      | NQ      |
| 18.     | Wenezuela         | 72,2333    | 18.        | NQ      | NQ      |
| 19.     | Kostaryka         | 71,8000    | 19.        | NQ      | NQ      |
| 20.     | Makau             | 70,0000    | 20.        | NQ      | NQ      |
| 21.     | Hongkong          | 67,0667    | 21.        | NQ      | NQ      |